# Hydrelia candidissima
Hydrelia candidissima là một loài bướm đêm trong họ Geometridae.